# Довиденас, Марюс
Марюс Довиденас (лит. Marius Dovydėnas; 28 июня 1979, Паневежис) — литовский футболист, полузащитник. Большую часть карьеры выступал в Эстонии.

## Биография
Воспитанник паневежского футбола. В 16-летнем возрасте вместе со своими ровесниками Томасом Сирявичюсом и Андрюсом Бородулиным и более старшими игроками Дарюсом Магдишаускасом и Ремигиюсом Микочёнисом перешёл в таллинскую «Флору». За основной состав «Флоры» провёл один матч в высшей лиге Эстонии — 15 октября 1995 года против «Вапруса» вышел на замену на 68-й минуте вместо Отара Коргалидзе. Также играл за команды, входившие в систему «Флоры» — ФК «Лелле», «Лелле СК», «Тервис» (Пярну), «Тулевик» (Вильянди).
В ноябре 1998 года перешёл в «Тулевик», за который выступал следующие пять сезонов, сыграв более 100 матчей в высшей лиге. Был причастен к наивысшим успехам клуба — серебряным медалям чемпионата (1999) и двум выходам в финал Кубка Эстонии (1999, 2000). В 2000 году стал лучшим снайпером клуба и шестым бомбардиром чемпионата (12 голов).
В феврале 2004 года перешёл в таллинскую «Левадию», сыграл более 90 матчей за четыре сезона. Трижды становился чемпионом Эстонии (2004, 2006, 2007), трижды — обладателем Кубка страны.
В начале 2008 года вернулся в Литву и присоединился к столичному «Жальгирису», но провёл в нём лишь один сезон. В начале 2009 года «Жальгирис» временно лишился профессионального статуса, после этого футболист завершил карьеру.
По состоянию на начало 2020-х годов играл в любительских соревнованиях в Вильнюсе.
Всего в высшем дивизионе Эстонии сыграл 251 матч и забил 60 голов. В еврокубках провёл не менее 12 матчей (1 гол).

## Достижения
- Чемпион Эстонии: 2004, 2006, 2007
- Серебряный призёр чемпионата Эстонии: 1999, 2005
- Бронзовый призёр чемпионата Эстонии: 1997/98
- Обладатель Кубка Эстонии: 2003/04, 2004/05, 2006/07
- Финалист Кубка Эстонии: 1998/99, 1999/00